# Craig Hill
Craig Hill, nascut amb el nom de Craig Hill Fowler (Los Angeles, Califòrnia, 5 de març de 1926 − Barcelona, 21 d'abril de 2014) fou un actor estatunidenc, cèlebre en els anys 1950. Estava casat amb Teresa Gimpera des del 1990.

## Filmografia
El 1965 va anar a viure a Espanya on va actuar en una quinzena de spaghetti western.
- All about Eve, en català Tot sobre Eva (1950)
- Fixed Bayonets! (1951)
- Detective Story (1951)
- What Price Glory? (1952)
- The Black Shield of Falworth (1954)
- Tammy and the Bachelor (1957)
- Ocaso de un pistolero (1965), el seu primer spaghetti western
- Black Box Affair (1966)
- Bury Them Deep (1968)
- Victòria!, la gran aventura d'un poble (1983), dirigida per Antoni Ribas
- Victòria!, la disbauxa del 17 (1983), dirigida per Antoni Ribas
- Victòria!, el seny i la rauxa (1984), dirigida per Antoni Ribas
- Angoixa (pel·lícula) (1987), de Bigas Luna
- Escrit als estels (1991), de Ricard Reguant
- Food of Love ("Menja d'amor"), dirigida per Ventura Pons (2002)
- Platillos volantes, basada en un cas real, el suïcidi de dos entusiastes de la ufologia, fou la darrera pel·lícula en què participà.[2]